# Račice, Žďár nad Sázavou
Račice là một làng thuộc huyện Žďár nad Sázavou, vùng Vysočina, Cộng hòa Séc.